# Банфи
Банфи су насељено место у саставу општине Штригова у Међимурској жупанији, Хрватска. До територијалне реорганизације у Хрватској налазили су се у саставу старе општине Чаковец.

## Становништво
На попису становништва 2011. године, Банфи су имали 262 становника.

## Попис1991.
На попису становништва 1991. године, насељено место Банфи је имало 362 становника, следећег националног састава:
| Попис 1991.‍  | Попис 1991.‍  | Попис 1991.‍ | Попис 1991.‍ | Попис 1991.‍ |
| ------------ | ------------ | ----------- | ----------- | ----------- |
|              |              |             |             |             |
| Хрвати       | Хрвати       |             | 297         | 82,04%      |
| Словенци     | Словенци     |             | 47          | 12,98%      |
| Муслимани    | Муслимани    |             | 2           | 0,55%       |
| Југословени  | Југословени  |             | 1           | 0,27%       |
| неопредељени | неопредељени |             | 4           | 1,10%       |
| непознато    | непознато    |             | 11          | 3,03%       |
| укупно: 362  |              |             |             |             |